# La Comtesse Maritza (film, 1958)
Pour les articles homonymes, voir La Comtesse Maritza.
Pour plus de détails, voir Fiche technique et Distribution.
La Comtesse Maritza (titre original : Gräfin Mariza) est un film allemand réalisé par Rudolf Schündler, sorti en 1958.
Il s'agit de l'adaptation de l'opérette d'Emmerich Kálmán sur un livret de Julius Brammer et Alfred Grünwald.

## Synopsis
La comtesse Mariza ne s'intéresse guère à son domaine en Hongrie. Là, le comte Michael appauvri a commencé à travailler comme administrateur, mais sans avoir son emploi garanti par contrat. Néanmoins, il rentre la récolte, qui autrement pourrait se gâter, mais ne pense pas beaucoup à la comtesse, qui lui est inconnue. Seul le vieux majordome Ferdinand pratique chaque jour une chanson de bienvenue avec les enfants du village pour la comtesse, dont Michael ne croit plus qu'elle viendra. Alors que Ferdinand fait dire à Mariza qu'elle ne doit en aucun cas venir au domaine, elle part immédiatement avec sa servante Franzi.
Elle se présente au domaine et est accueillie avec enthousiasme par Ferdinand. Le prince Dragomir, que Mariza appelait oncle Dragomir, est également arrivé et propose immédiatement le mariage à Mariza. Elle s'étonne qu'elle ne soit pas à l'abri des admirateurs même sur le domaine, et sans plus tarder fait imprimer dans un journal ses fiançailles avec un Kolomán Zsupán, un nom qu'elle a emprunté à l'opérette Der Zigeunerbaron, sans penser qu'un homme s'appelle vraiment ainsi. Alors elle espère enfin avoir la paix de ses admirateurs.
La vie sur le domaine libère Mariza, alors elle enfile l'un de ses vêtements simples qu'elle portait et marche pieds nus à travers les champs. C'est ainsi que l'administrateur Michael la rencontre, il pense qu'elle est une bonne du domaine et est enthousiasmé par son attitude informelle. Il tombe amoureux d'elle, n'ayant jamais pu parler à la comtesse malgré des demandes répétées. Elle continue à jouer son rôle, se fait appeler Etelka et rencontre secrètement Michael à plusieurs reprises. Il lui donne des bottes rouges et lui déclare son amour.
À Budapest, pendant ce temps, le pauvre Kolomán Zsupán essaie à nouveau de grappiller de l'argent et des cigares à son meilleur ami Istwan. En attendant, il doit tellement à son tailleur et aussi à divers cafés que plus personne ne veut lui en faire crédit. Avec le reste de son argent, il achète un billet de loterie, qui lui rapporte rapidement un bélier. La jeune Lisa a eu la même chance et a gagné une brebis. Comme les moutons ont toujours été gardés ensemble, ils ne veulent plus se séparer, ainsi Kolomán et Lisa forment bientôt un couple. Ils sont ravis quand soudain tous les prêteurs de Kolomán deviennent extrêmement accommodants et fournissent volontiers de la nourriture au couple et aux animaux. Cependant, lorsque Lisa lit dans le journal que Kolomán se serait fiancé à la comtesse Mariza, elle emballe ses affaires, prend son mouton et s'en va. Kolomán décide de rendre visite à la fiancée inconnue.
Lisa vient au domaine de Mariza pour pleurer auprès de son frère, qui n'est autre que Michael. Mariza les surprend tous les deux, pensant que Lisa est l'épouse de Michael. Elle rend les bottes rouges et célèbre maintenant publiquement ses fiançailles. Kolomán se présente aussitôt à la fête et se laisse convaincre de jouer son fiancé jusqu'au départ de Mariza, puisque Mariza lui offre la perspective de rembourser ses dettes. En même temps, elle traite Michael avec condescendance et l'humilie ; il se détourne à son tour d'elle. Kolomán et Lisa se retrouvent bientôt et dissipent le malentendu. Mariza est également témoin des aveux et sait maintenant que Lisa est la sœur de Michael. Elle explique toutes les confusions et les tromperies à Michael, mais il se rend compte qu'il n'a jamais aimé Mariza, seulement aimé Etelka. Peu de temps après, Mariza revient vers lui dans sa robe simple et pieds nus et lui demande ses bottes. Les deux se réconcilient.

## Fiche technique
- Titre : La Comtesse Maritza
- Titre original : Gräfin Mariza
- Réalisation : Rudolf Schündler assisté d'Adolph Schlyssleder
- Scénario : Janne Furch (de)
- Musique : Emmerich Kálmán
- Direction artistique : Wolf Englert (de)
- Costumes : Teddy Rossi-Turai
- Photographie : Erich Küchler
- Son : Ernst Walter
- Montage : Adolph Schlyssleder (de)
- Production : Günther Stapenhorst
- Société de production : Carlton-Film
- Société de distribution : Constantin Film
- Pays d'origine :  Allemagne de l'Ouest
- Langue : Allemand
- Format : Couleur - 1,33:1 - mono - 35 mm
- Genre : musical
- Durée : 103 minutes
- Dates de sortie :
  -  Allemagne de l'Ouest : 17 décembre 1958.
  -  Suède : 26 décembre 1959.
  -  Danemark : 9 juin 1960.
  -  France : 18 novembre 1960[1].

## Distribution
- Rudolf Schock : Michael
- Christine Görner : la comtesse Mariza
- Gunther Philipp : Kolomán Zsupán
- Renate Ewert : Lisa
- Kurt Großkurth (de) : Dragomir
- Lucie Englisch : Franzi
- Alice Kessler : Ilonka
- Ellen Kessler : Rosika
- Raoul Retzer : Istwan, l'ami de Kolomán
- Hans Moser : Ferdinand
- Dick Price : Bela

## Production
Les paroles sont adaptés par Robert Gilbert. Le tournage a lieu au Burgenland en octobre 1958, d'autres enregistrements sont réalisés dans le studio de Bendestorf.